# (6398) Timhunter
(6398) Timhunter est un astéroïde de la ceinture principale.

## Description
(6398) Timhunter est un astéroïde de la ceinture principale. Il fut découvert le 10 février 1991 à l'observatoire Palomar par Carolyn S. Shoemaker, Eugene M. Shoemaker et David H. Levy. Il présente une orbite caractérisée par un demi-grand axe de 2,34 UA, une excentricité de 0,22 et une inclinaison de 23,9° par rapport à l'écliptique.

## Compléments